# Einstein@home
Einstein@Homeは、ボランティア型の分散コンピューティングプロジェクト。大型電波望遠鏡やガンマ線望遠鏡、重力波検出器の観測データの中から中性子星からの信号を探すことを目的としている。Berkeley Open Infrastructure for Network Computing (BOINC) ソフトウェアプラットフォーム上で稼動する。

## 概要
2005年の世界物理年(アルベルト・アインシュタインが代表的な革新的論文を立て続けに発表した、奇跡の年こと1905年から100年が経つことを記念するイベントイヤー)に際して、アメリカ物理学会からの企画として2005年2月19日に公式にスタートした。
このプロジェクトは、GNU General Public Licenseバージョン2によってリリースされたフリーソフトウェア「Berkeley Open Infrastructure for Network Computing(BOINC)」上で稼働する。ウィスコンシン大学ミルウォーキー校とマックスプランク重力物理学研究所 (アルバート・アインシュタイン協会、ドイツ、ハノーヴァ) によって主催され、マックス・プランク協会(MPG)、アメリカ物理学会(APS)、米国国立科学財団(NSF)が支援する。ブルース・アレンがプロジェクトディレクターを務める。
Einstein@Homeは世界中のボランティアによる分散コンピューティングの力を用いて、膨大なデータを解析するという計算集約型のプロジェクトである。大量のデータを小分けしてボランティアの所有するBOINCがインストールされたコンピューターに配布し、個々のコンピューターの計算能力を用いてそのデータを解析し結果を自動返送するという手法で、プロジェクト全体で世界トップクラスのスーパーコンピューターにも迫る計算力でデータを解析することができる。
このような手法の先駆例が、電波望遠鏡が集めた膨大なデータから地球外の知的生命が発したかもしれない電波信号を探すSETI@homeで、Einstein@HomeもSETI@Homeと同じBOINCのプラットフォームで稼働する。
2022年1月の時点で226の国や地域から485000人以上のボランティアがプロジェクトに参加しており、BOINCで稼働しているプロジェクトの中でも3番目に人気である。ボランティアのコンピューターたちが常に提供している計算能力は合計9.1PFLOPSに達し、これは世界のスーパーコンピューターの能力の番付であるTOP500の60位に入る。
| 計算能力(以下全て2022年3月時点) | 9.1143 PFLOPS |
| アクティブユーザー数            | 19,737        |
| 総ユーザー数                    | 1,039,553     |
| アクティブホスト数              | 34,178        |
| 総ホスト数                      | 7,904,832     |

大質量な恒星の一部が寿命が尽きた際に生まれる中性子星は、パルサーとして周期的なパルスを電波やガンマ線で放出している様子をとらえることで検出ができる。また、中性子星が非対称な形状で高速回転している場合は、そこから出る連続的な重力波を検出することでも中性子星を発見できる。この大きく分けて3種類の観測方法で集まったデータを解析する。

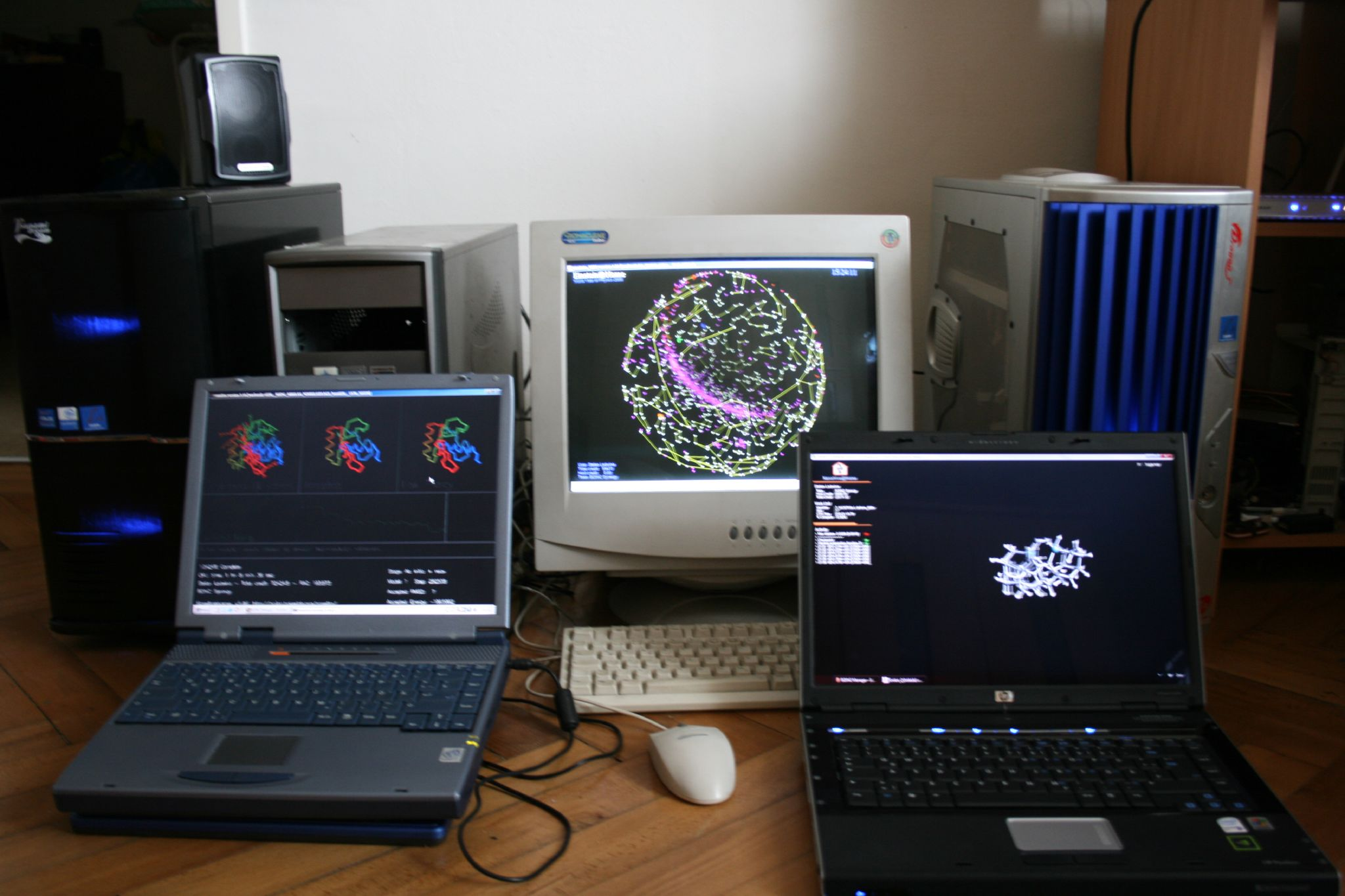
中央のPCでEinstein@homeが稼働し、その隣のPCではBOINC内のほかのプロジェクトであるRosetta@homeが稼働している

まず1つ目として、Einstein@Homeは重力波によって中性子星を探すため、重力波検出器のLIGOが全天を観測して得たデータを解析する。中性子星の存在を示すような信号は未だ検出されていないが、ある長い期間にわたって観測したところ1つも見つからないという結果から逆算して、信号が全く受からないということは銀河系の中に存在する回転中性子星の数・重力波の強さは多くてもせいぜいこれぐらいだろうという上限値がEinstein@Homeによる解析結果から設定され、更新され続けている。
2つ目は電波による捜索で、Einstein@Homeはアレシボ天文台の電波望遠鏡が観測したデータや、過去にはパークス天文台の電波望遠鏡による観測データを解析し中性子星からのパルスを探している。2010年8月12日に、Einstein@Homeによる最初の未発見だった電波パルサーPSR J2007+2722の検出(アレシボ天文台のデータからの検出)が米サイエンス誌で発表された。これは、観測データに基づくものとしては初めてのボランティアによる分散コンピューティングプロジェクトによる発見例となった。それ以来2021年6月までにEinstein@Homeは55個の電波パルサーを発見している。
そして3つ目はガンマ線による捜索で、フェルミガンマ線宇宙望遠鏡によるデータを解析してガンマ線パルサーを探している。2013年11月26日に最初のEinstein@Homeによるフェルミのデータの解析結果が論文発表され、フェルミに搭載された大面積望遠鏡(LAT)と呼ばれる装置による観測データから4つの若いガンマ線パルサーを発見したというものである。2021年6月までにEinstein@Homeは39個のそれまで未知だったガンマ線パルサーを、フェルミのLATによるデータから発見している。Einstein@Homeによるデータ解析手法は斬新で効果的であり、同じデータを使って別の方法で解析した結果見逃されていたパルサーも検出している。

## 科学的目的

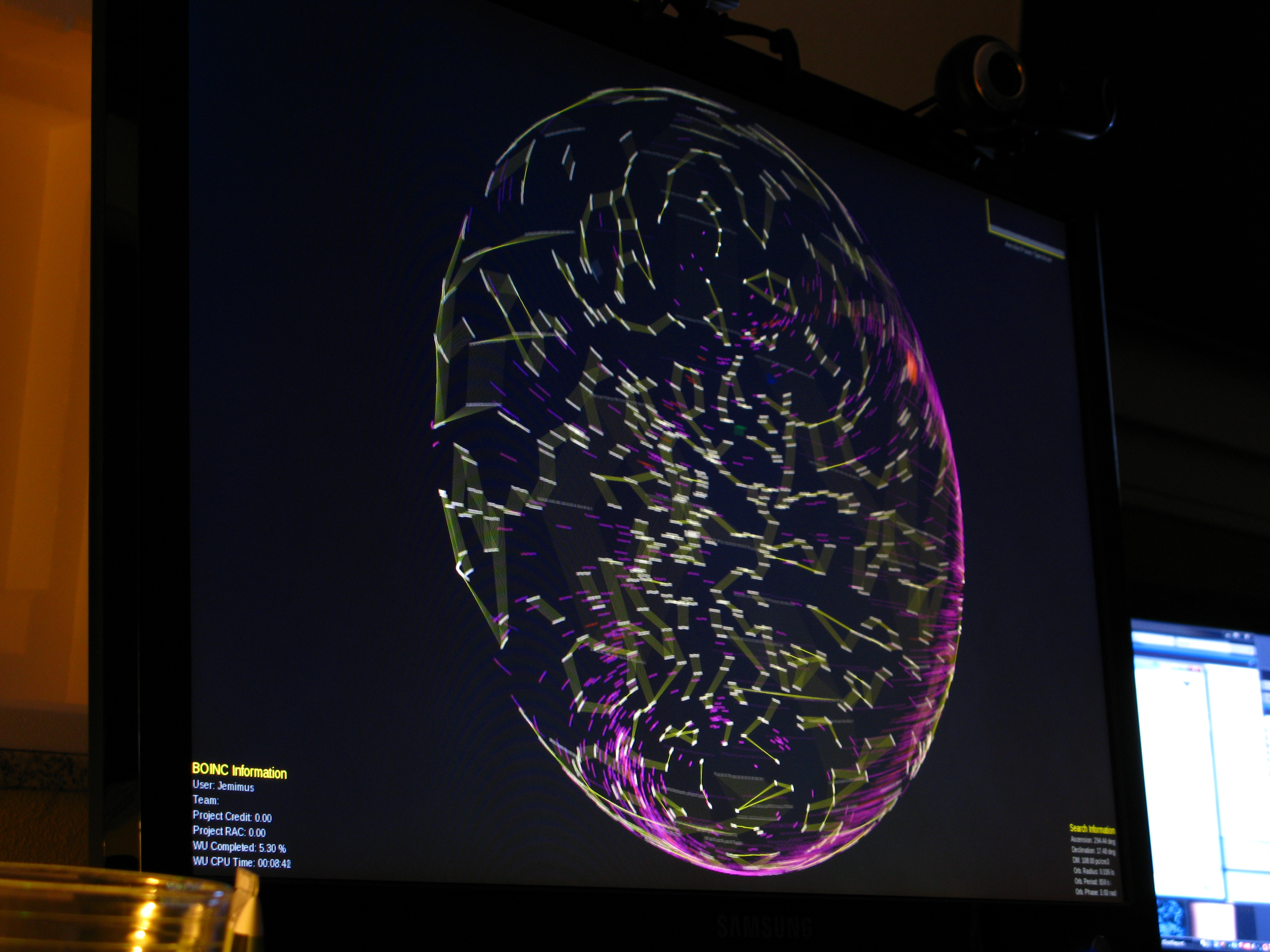
Einstein@home稼働中に任意で表示できるスクリーンセーバー画面。解析中の天体の情報が星図上に表示される。

Einstein@Homeはもともと、アメリカのワシントン州・ルイジアナ州にあるレーザー干渉計重力波天文台（LIGO）のデータから、それまで知られていなかった連続重力波(CW)源の全天捜索を行うために開発された。CW源の可能性がある天体で最もよく知られていたは高速で回転する中性子星(パルサー含む)で、それらは回転軸の軸対称から外れるとCWを放出すると予想されていた。この観測によってアインシュタインによる一般相対性理論の検証ができるほか、重力波の直接検出という重要で新しい天文学のツールを確立させることができると期待された。
ほとんどの中性子星は可視光はじめ電波やガンマ線などのあらゆる電磁波では見えないので、電磁波ではない重力波の観測によってこれまで全く知られていなかった新しい中性子星の存在が明らかになるかもしれないという期待もあった。CWの検出は中性子星の天体物理学の解明に役立ち、また物質の剛体運動の様子を調べる手掛かりとなるのでその内部の非常に高密度な状態の物質についての特有の知見を得ることにもつながる。
2009年3月から、Einstein@Homeの計算能力の一部はプエルトリコのアレシボ天文台にあるPALFAサーベイによって得られたデータの解析にも使われている。この観測サーベイは、特に近接した連星系を持つ電波パルサーを発見できるように設計されている。地球から検出可能な範囲に、1時間未満の公転周期を持つ連星電波パルサーが1個程度あるとの予想がされているからである。同様の解析による捜索はパークス多波長パルサーサーベイで得られた2つのアーカイブデータからも行われている。これらのEinstein@Homeによる電波パルサー探索は、重力波検出用に開発された数学的手法を採用して行われている。
2011年7月以降Einstein@Homeは、回転する中性子星から放出されたガンマ線のパルス(ガンマ線パルサー)の捜索のためフェルミガンマ線宇宙望遠鏡の主要観測装置であるLATからのデータも解析している。中性子星の中には、それらが周期的に発するガンマ線を捉えることでのみ検出可能なものがあり、それらのガンマ線は電波を発する領域とは別の中性子星の磁気圏領域から発せられる。中性子星が数十億回自転する間に発せられるガンマ線のうち、LATが検出できるのはせいぜい光子数千個にすぎないので、この観測から中性子星の自転周期を決定することは難しい。
Einstein@HomeのLATデータ解析では、CW検出のため初期に開発された手法を用いる。

## プロジェクトへの参加方法
Einstein@Homeに参加するには、Einstein@Homeでのアカウント登録をプロジェクトのウェブページから行うことと、BOIACに属するプロジェクトをコンピューターで動作させるための総合ソフトウェアであるBOIACマネージャーをBOINCのウェブページからインストールすることが必要である。
BOINCマネージャーのインストール後に起動し、参加するプロジェクトを選択する画面でEinstein@Homeを選択し作成したアカウントでログインすると、解析用のアプリケーションと解析対象のデータ(タスクと呼ばれる)がダウンロードされる。以後、BOINCマネージャーさえ起動すれば自動でこれらのアプリケーションが動作し解析を行ってくれる。
解析の細かな設定はプレファレンスを設定することで調整でき、計算を行うタイミングやコンピューターに貯めておけるタスク量などを調整できる。PCのスクリーンセーバー的な空き時間を解析に費やすという名目で始まったプロジェクトであるため、例えば「PCの操作が任意の一定時間以上行われなかった際にCPUの任意の割合を解析に充てる、再びキー操作するとCPUの使用割合を任意の割合にまで落とす、または解析をやめる」といったように、本来のコンピューターでの作業に支障をきたさないようにしつつコンピューターの空いた能力を効率よく使えるように設定を調整できる。
解析が終わった結果は自動でプロジェクトに返され、同時に新しいタスクをダウンロードする。結果は仕事量(クレジット)というスコアに換算され、プロジェクトのウェブページでこのスコアをユーザー同士・ユーザー間で結成したチームで競うこともできる。

## 重力波データの解析と結果

### 初期の解析

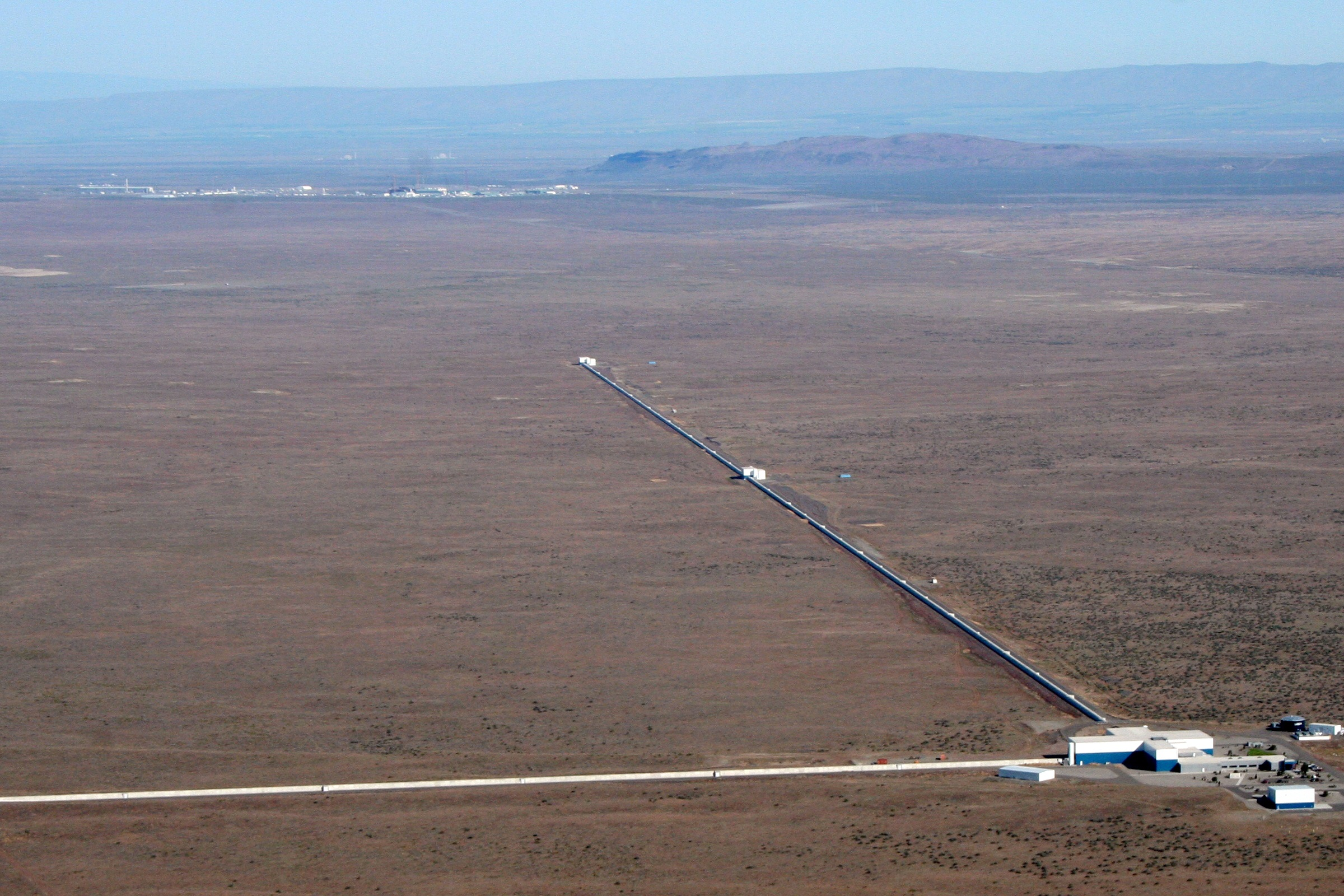
ハンフォードにあるLIGOの干渉計

Einstein@HomeはLIGOのデータを用いて数多くの解析を行ってきた。最初の解析が始まった2005年以降、LIGOの検出感度は何段階かのアップグレードにより改善された。この改良は現在のアドバンストLIGOになっても続けられている。同時にEinstein@Homeの解析アルゴリズムも改良されており、両方の向上により検出感度は開始から数桁も改善された。
Einstein@Homeの最初の解析はLIGOの第3回科学運用(S3)で得られたデータを用いた。S3データの処理は2005年2月22日から同年8月2日まで行われた。解析に用いられたデータはLIGOのうちワシントン州のハンフォード・サイトにある4km検出器がそれぞれ10時間観測したセグメントデータを60セグメント集めたものだった。各10時間のセグメントについて、ボランティアのコンピューターによる整合フィルター と呼ばれる手法でCWシグナルが探された。すべての整合結果がプロジェクトに返ってきた際に、異なるセグメントの結果がEinstein@Homeサーバー上での後処理ステップの中で一致スキームにより結合され、さらに検出効率が良くなった。結果はEinstein@Homeのウェブページで公開された。

### ボランティアによるコード改良
S3データの解析が行われている間に、次の科学運用であるS4が始まり2006年7月に終了した。この観測ではハンフォードの4km検出器でそれぞれ30時間ずつのセグメントが計10セグメント分と、ルイジアナ州リビングストンにある4km検出器でそれぞれ30時間ずつのセグメントが7つ分が得られた。
S4データの感度がより高いことに加えて、解析の際の後処理ではより感度の高い一致スキームによって行われた。この結果は物理学の専門誌フィジカル・レビューDに、Einstein@Homeからの初めて論文出版される科学的成果として発表された。
Einstein@Homeは2006年3月にS4データ解析用に適用された解析アプリケーションが、プロジェクトのボランティアであるハンガリー人プログラマーのAkos Feketeによって開発・公開された際に国際的な分散コンピューティングのコミュニティーにおいて注目を集めた。Feketeは公式のS4用アプリケーションを改良し、ストリーミングSIMD拡張命令と3DNow!を導入して、コードをSSE3に最適化させたため、アプリケーションの性能は8倍も向上した。Feketeのこの功績が認められ、以降のEinstein@Homeでの新しいS5用アプリケーションの開発チームに彼は正式に加わった。2006年7月下旬時点で新しいS4公式アプリケーションがEinstein@Homeユーザーに広く配布された。この新しいアプリケーションの普及によってEinstein@Homeプロジェクト全体の計算能力が向上し、FLOPSベースでは適用前のS4アプリと比べて50%も向上した。

### LIGO S5によるデータの解析
LIGOの検出感度が設計感度に初めて到達した、初期のS5データセット解析は2006年6月15日から始まった。この捜索ではハンフォードの4km検出器がそれぞれ30時間ずつ観測したセグメントが22セグメントと、リビングストンの4km検出器でそれぞれ30時間ずつ観測されたセグメントが6セグメントが用いられた。S5R1と呼ばれたこのEinstein@Homeによる解析はS4での解析手法ととてもよく似ていたが、S4よりも高品質なデータを使っているためS4より高感度になった。フィジカル・レビューDにも再び発表されたS5R1の結果は多くの捜索パラメータ空間において、それまでで最も網羅的な捜索となった。
S5R3と呼ばれる、S5データを用いた2回目の解析は検出感度についてさらに大きな改善があった。以前までの解析とは違い、出力された結果はサーバーでの結合処理を経ることなく、既にボランティアのコンピューター同士でハフ変換技術によって結合されているようになった。この手法は、リビングストンとハンフォードの4km検出器がそれぞれ25時間ずつ観測したセグメントが84セグメント分から成るデータの整合フィルター結果に使われた。
2010年5月7日にS5GC1と呼ばれる、大幅に改善された解析方法を用いる新しい捜索が始まった。この解析には両4km検出器が25時間ずつ観測したセグメントが205セグメント分用いられた。この解析方法は、グローバルなパラメーター空間の相関関係を用いて異なるセグメントの整合フィルターによる結果を効率的に組み合わせることができる。
Einstein@Homeによる、LIGO S5データからのCWの全天捜索の結果は2013年2月13日に発表された。
この結果では、有意な信号が検出されなかったことから、最も検出感度の高い波長帯(152.5ヘルツの半ヘルツ帯)の捜索で、相対ひずみの振幅が7.6×10−25より大きい周期的な重力波は存在しないと90%の信頼区間をもって言えるとの結論が得られた。全体としては、それまでのLIGOS5データより3倍感度の良い捜索となった。この研究で用いられた、信号候補を2段階で処理する方法の詳細は2014年6月25日に公開された。
Einstein@HomeによるLIGO S5データからの1249ヘルツから1499ヘルツにかけての高周波なCWの捜索結果は2016年9月26日に公開された。LIGOデータからこのような高周波数帯での捜索を行ったのは現在まででこれが唯一の例である。信号候補は検出されず、この結果から地球から100パーセク以内に、回転周期が1.3msから1.6msの間で楕円率が2.8×10−7より大きい中性子星は存在しないと90%の信頼区間をもって言えるとの結論が得られた。

### LIGO S6によるデータの解析
LIGOの6回目の科学運用(S6)によるデータもEinstein@Homeによって解析され、結果は2016年11月18日に公開された。信号は検出されなかったので、公開時点でCWの全天捜索において最も厳密な上限が更新された。170.5ヘルツから171ヘルツの周波数域で、振幅が5.5×10−25より大きいCWは存在しないと90%の信頼区間をもって言えるとの結論が得られた。また230ヘルツにおいて、地球から100パーセク以内に楕円率が10−6より大きい中性子星が存在しないとも同様の信頼区間で結論付けられた。
Einstein@Homeでは超新星残骸のカシオペヤ座Aの中心天体からの重力波を直接検出することも試みられた。LIGO S6のデータを用いて、この天体の自転周期が未知であるため50ヘルツから1000ヘルツまでの広い周波数域で捜索されたが、信号は見つからなかった。この結果からカシオペア座Aからの重力波強度の上限がこれまでで最も厳密に決められ、その値は従来のものよりも2倍も小さいものだった。
2016年12月28日には、LIGO S6データからの全天のCW捜索のフォローアップ結果が公開された。それまでの捜索で得られた3.8×1010個もの信号候補から、特に有望な1600万個の候補が4段階の階層処理を用いて、CWの候補といえるかが検証されたが、天体物理学的なCW源と同定できる候補は無かった。170.5ヘルツから171ヘルツの周波数域での振幅の上限はフォローアップ前よりもさらに1.3倍厳密になり、4.3×10−25に更新された。

### 計算手法改善とアドバンストLIGO O1のデータ解析

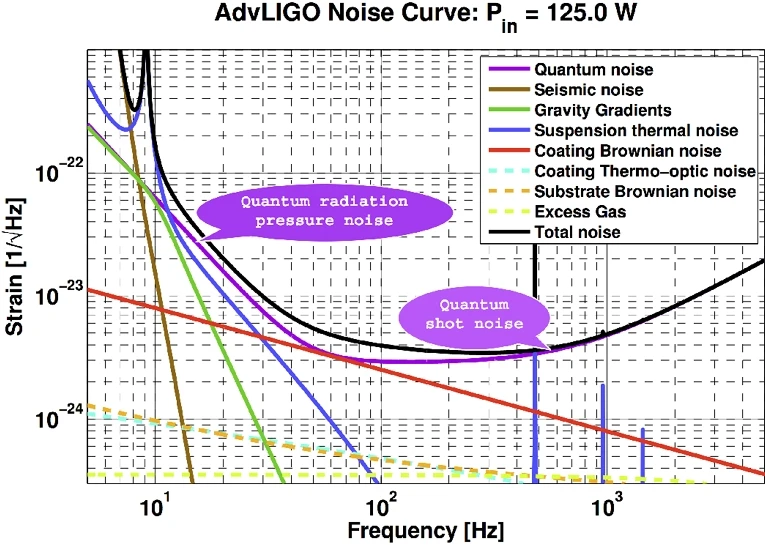
アドバンストLIGOのノイズ量。黒い線が総合のノイズ量で、検出器の感度を示し、100ヘルツを少し上回る周波数で最も低ノイズ=高感度となる

CWの捜索は利用できるコンピューターの計算能力によって限度があり、プロジェクトでは新しい効率の良い計算方法により検出感度を向上させる試みがなされた。2017年終わりに、階層的検索において候補をクラスタリングする方法の改善手法と、天体物理学的なCWとそれらによく似た検出器による人工的なノイズ信号を区別し排除する新しい手法の２つが公開された。
この2つの新手法は、機器がアップデートされ感度が10倍向上したアドバンストLIGO検出器による最初の観測である「O1」での全天CW探索から初めて用いられ、結果は2017年12月8日に公表された.。この最初の捜索で、周波数が20ヘルツから100ヘルツの間での信号は見つからず、振幅の上限は100ヘルツにおいてこれまでで最も厳しい1.8×10−25まで更新された。

### ターゲット天体を絞った重力波捜索
一方でこの頃から、Einstein@Homeの限られた計算リソースを、全天からの無指向な探索ではなく限られたターゲット天体からの重力波に絞って探すことに最適化するための研究が並行して進められ、その計画内容は2018年1月31日に公表された.。この方法は重力波源となる天体の位置があらかじめ事前情報として分かっているときに有効で、この研究では重力波源となる可能性のある天体として、ほ座超新星残骸・カシオペヤ座A・さそり座にあるSN 393(G347.3)の3つの超新星残骸(のそれぞれの中心天体である中性子星)を定めた。
そしてこの捜索方法による3天体からの重力波捜索の最初の結果は2019年7月29日に発表された。アドバンストLIGOのO1データを用いて、20ヘルツから1500ヘルツの幅広い周波数帯において探しても信号が検出されなかったことから、これまでより2倍厳しい上限値が新たに更新された。
追って、この3天体からの重力波捜索のフォローアップ結果が2020年6月29日に公表された。信号の候補として特に有望な10000件を、以前のO1データに加えAdvanced LIGOの2回目の観測運用であるO2のデータの一部も用いて精査したところ、SN 393からの信号の1つが最後まで重力波の可能性がある候補として残ったが、確実に重力波だと決定できるほどのものではなかった。この天体付近の過去のX線観測データから、重力波源として信号から予想される周期とその整数倍でX線パルスを発する天体が探されたが見つからず、この信号が重力波かどうかは明らかにならなかった。この潜在的な候補については、3回目の科学運用O3のデータによって決着がつくと見られている。

### アドバンストLIGO O2のデータ解析
O2のデータすべてを用いた全天捜索の結果は2021年3月8日に公表された。この解析には8段階のフォローアッププロセスが用いられ、20ヘルツから585ヘルツまでの周波数帯をカバーしており、特に500ヘルツ未満では現在世界最高の感度を持つ捜索となった。フォローアップ段階で6個の信号候補が検出されたが、これはLIGO検出器の装置由来のノイズと分かり、有意な信号は見つからなかった。振幅の上限は163ヘルツの半ヘルツ帯において1.3×10−25に達した。また200ヘルツにおいて、地球から100パーセク以内に楕円率が10−7より大きい中性子星が存在しないとも同様の信頼区間で結論付けられた。
続いてO2データによるG347.3の中心天体からの重力波捜索の結果が2021年8月5日に公表された.。20ヘルツから400ヘルツの間ではっきりと重力波だといえる信号は見つからず、導出された楕円率の上限は10−6となった。最も検出効率の高い166ヘルツでの振幅上限は7.0×10−26となった。

## 電波での捜索データ解析と結果

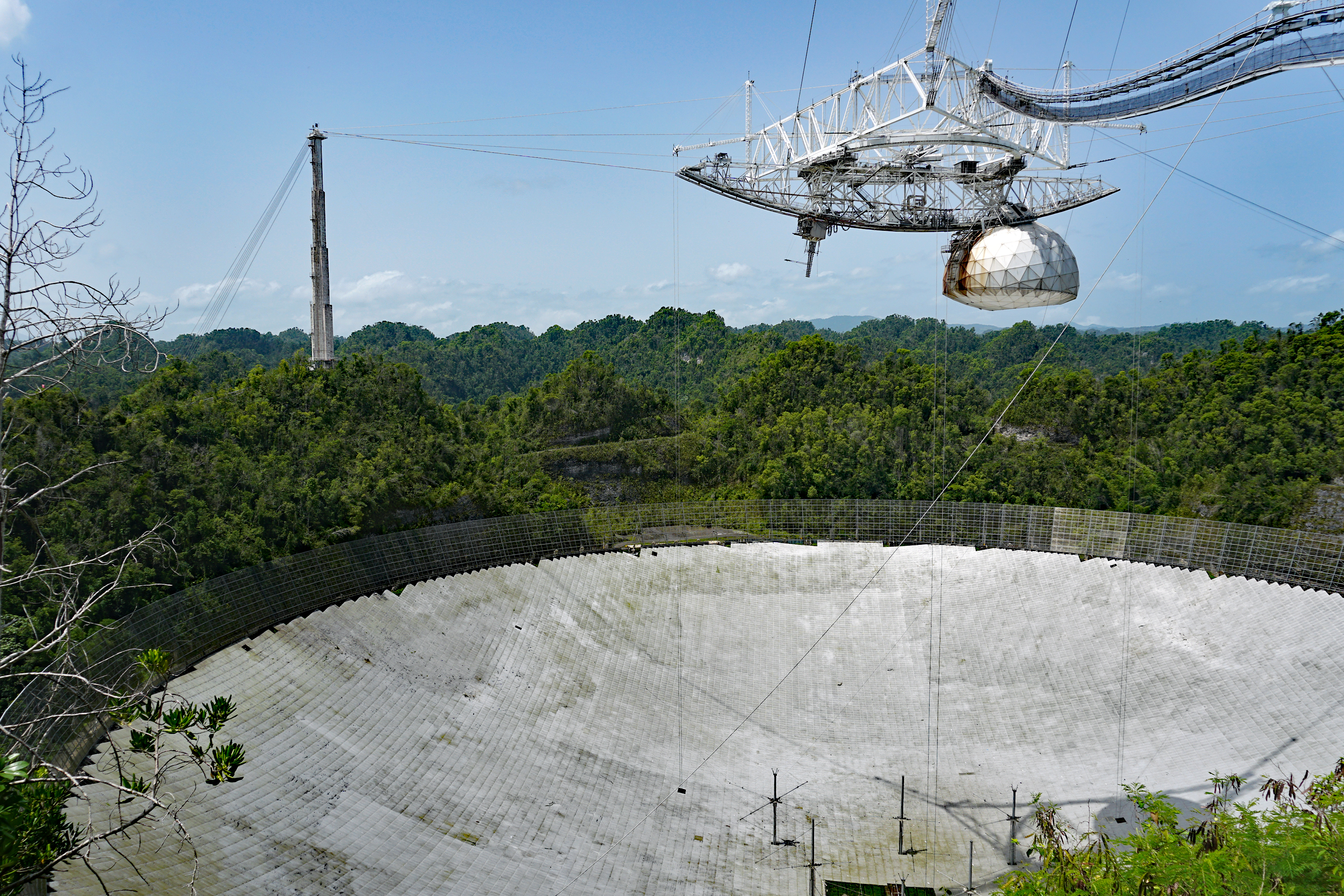
アレシボ天文台の口径305メートル電波望遠鏡

2009年3月24日に、Einstein@Homeプロジェクトがプエルトリコのアレシボ天文台にある電波観測プロジェクトであるPALFAサーベイのコンソーシアムから受け取った、電波望遠鏡の観測データの解析を開始するとアナウンスした。データの提供にはのちにパークス天文台のパークスマルチビームサーベイも加わった。
同年11月29日、このアレシボ連星パルサーサーチと題された捜索用に、並列コンピューティングアーキテクチャのCUDAに最適化されたアプリケーションがEinstein@Homeの公式ウェブサイトにて詳細発表となった。このアプリケーションはコンピューターの通常のCPUとNVIDIA製のGPUの両方を用いることで、片方での計算よりも最大50%速い解析が可能となっている。
この解析でのパルサーの最初の発見は2010年8月12日にプロジェクトにより発表された。disrupted binary pulsarと呼ばれるタイプのこのパルサーはPSR J2007+2722と命名され、それまで発見された中でもっとも高速で回転するパルサーだった。Einstein@HomeのボランティアであるChris、Helen Colvin、Daniel Gebhardtのコンピューターが、 PSR 2007+2722からの最も安定した信号を検出した。
2番目の発見は2011年3月1日に発表された連星パルサーPSR J1952+2630で、ロシアとイギリス在住のボランティアのコンピューターがこのパルサーからの最も安定した信号を検出した。
2012年5月15日に、ATI/AMD製のグラフィックカードで動作する新しい解析アプリケーションが公開され、OpenCLを使うことで新しいアプリケーションによる計算速度はそれまでのCPUによる速度の10倍も高速になった。さらに2013年7月22日には、アレシボ天文台のデータを解析するためのAndroid版アプリケーションが発表され、スマートフォンからでも解析にボランティアで参加することができるようになった。

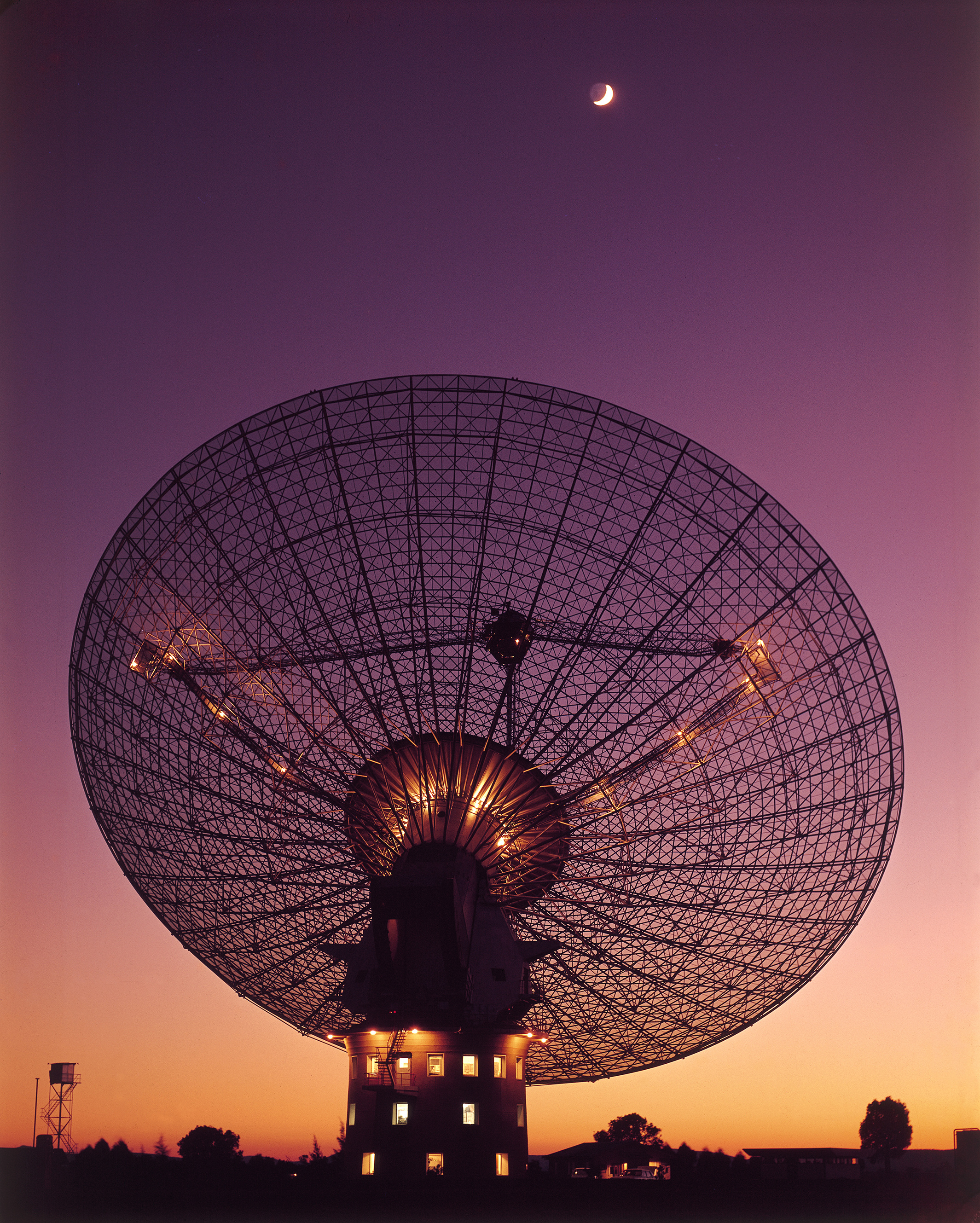
パークス天文台の口径64メートル電波望遠鏡

2013年8月20日には、パークスマルチビームサーベイのデータから24個の新しいパルサーを発見したと発表された。これらのパルサーは、サーベイの観測プロジェクト自身が以前行っていた自前の解析では見逃されており、Einstein@Homeによる高い計算能力でないと見つけられないものだった。24個のうち6個は連星パルサーだった。
2016年11月4日にはPALFAのデータから、2個の中性子星からなる二重パルサー連星の発見が公表された。これまでEinstein@Homeによって見つかった連星パルサーは、連星系を形成する天体のうち片方が中性子星でもう片方が通常の恒星であったが、この PSR J1913+1102は4.95時間の公転周期で中性子星がもう1つの中性子星の周りを公転する二重パルサー連星である。相対論の効果による中性子星の軌道変化の観測から、この2個の中性子星の質量の合計は2.88太陽質量であると分かり、これはそれまで発見された最も重い二重パルサー連星であるPSR B1913+16に匹敵する。
Einstein@Homeが発見した電波パルサーのタイミング観測(自転周期の精密な観測)結果はPALFAコンソーシアムによって2021年8月に公開された。
2021年6月までにEinstein@Homeプロジェクトによって合計55個の電波パルサーが発見されている。うち24個はパークスマルチビームサーベイのデータによるもので、残りの31個はアレシボ天文台のデータによるものである。さらにアレシボ天文台からの31個発見のうち、2個はアレシボ連星電波パルサーサーチによるもので、残りの29個はPALFAのスペクトロメーターによる観測データである。

## ガンマ線での捜索データ解析と結果
2011年7月1日に、フェルミガンマ線宇宙望遠鏡に搭載されたLAT(Large Area Telescope)検出器のデータからパルサーを探すための新しいアプリケーションが公開された。

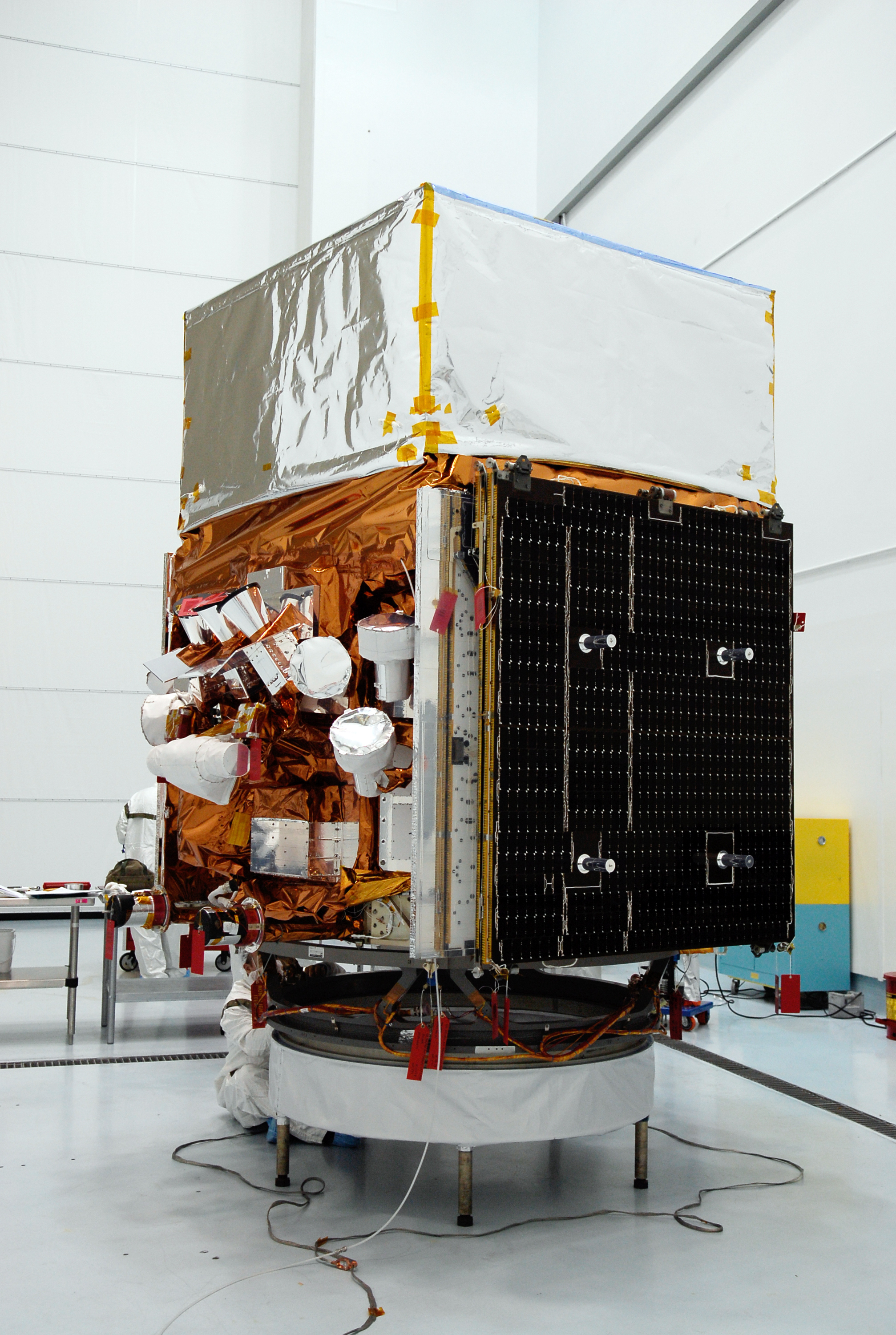
打ち上げ前のフェルミガンマ線宇宙望遠鏡

2013年11月26日に、初めての成果としてLATデータからの4個の若いガンマ線パルサーの発見が発表された。4つとも我々の銀河系の銀河円盤部分に存在し、パルスの周波数(自転周期に相当)は10ヘルツ未満だった。また4つとも年齢は3.5万年から5.6万年と推定され、電波を放出していなかった。
2015年8月4日にはガンマ線パルサーPSR J1906+0722の発見が発表された。
この発見により、LATによるガンマ線光子のエネルギー分布によって2012年以降存在が疑われていたパルサーの性質が確認された。このパルサーは若く活動が活発で、2009年8月にLATは、ガンマ線パルサーによる最大級のグリッチに見舞われていた。電波によるフォローアップ観測で何も検出されなかったことから、このパルサーは電波では静穏であることが分かった。このパルサーの天体物理量の推定を改善するため、ガンマ線パルスの到着タイミングを用いた先進的な手法が用いられた。
2016年11月16日には、それまで既知の電波では静穏なガンマ線パルサーの中で最も若いPSR J1208−6238の発見とタイミング解析結果が発表された。推定年齢は2700歳と形成間もないにもかかわらず、関連する超新星残骸やパルサー星雲は発見されなかった。
2017年1月11日には、フェルミのLATデータから検出された、118個のパルサー状の未確認天体のカタログが公表された。そのうち13個が新しいパルサーだった。これらのほとんどが若く、数万年から数十万年前の超新星爆発によって形成されたと考えられている。天体の発見や検出方法は、この発表時に出た関連する2論文のうち1本目に掲載され、2本目の論文では、見つかった13個のガンマ線パルサーのうち2個で微弱な電波パルスも検出されたこと、異なる幾何学的輻射モデルを用いてガンマ線と電波のパルスのプロファイルをモデリングした結果が掲載された。
2018年2月28日にはEinstein@Homeが2つのガンマ線ミリ秒パルサーを発見したことが発表された。2つのうちPSR J1035−6720は348ヘルツで自転し、その後のフォローアップ観測で微弱な電波パルスが検出された。一方でもう1つのPSR J1744−7619は電波が観測されず、初めて見つかった電波で静穏なガンマ線ミリ秒パルサーとなった。Einstein@Homeプロジェクトはこの論文の中で、軌道要素のパラメーターが増えるため発見がより難しいとされているガンマ線連星パルサーの捜索を行っていることも明かした。
2020年10月22日に最初のガンマ線連星パルサーの発見が発表された。発見されたPSR J1653-0158は、2太陽質量程度の中性子星で、508ヘルツという既知のパルサーでも特に高速で自転しており、太陽質量の1%しかない軽い伴星との共通重心を公転している。公転周期は75分で、同様の連星パルサーよりも短い。フォローアップ観測で電波は検出されず、重力波も検出されなかった。このようなパルサーはブラックウインドウパルサーとして分類されている。こうした天体はパルサーがその活発な放射とパルサー風によって、伴星を蒸発させてしまっている。はぎ取られた物質は、連星系周囲をプラズマ雲として覆い隠し、この雲は電波を吸収しガンマ線も発さない。
2021年2月2日に2例目のガンマ線連星パルサーの発見が発表された。この系は“redback”ミリ秒パルサー系と呼ばれる特異な天体であると考えられていたが、中性子星からのパルスが観測されていなかった。パルサーの伴星の光学観測によりこの連星系の軌道要素が絞り込まれ、そうしてターゲットを絞ったEinstein@Homeによる捜索により377ヘルツで自転する低質量のパルサーが0.2太陽質量の伴星の周りを5.5時間周期で公転していることが発見された。さらにタイミング解析で、軌道周期にして10ミリ秒以内の予測できないパルス変動が観測され、これらは伴星の磁場活動による質量分布の変化に起因していると考えられており、質量分布の変化が外部重力場を変動させることで変動が起こるとされている。
2021年6月15日には、LATデータから新たに14個の未知のガンマ線パルサーを発見したと発表された。
2021年6月までに、Einstein@Homeによって合計39個のガンマ線パルサーがフェルミ衛星のLATデータから発見されている。

## 解析アプリケーション
これらは上述の方法でBOIACからEinstein@Homeに参加登録した際に、自動でコンピューターにインストールされる。ボランティアユーザーが個別のアプリケーションに対して特に操作するような必要はない。中にはGPUで動作するためCPUしか搭載していないコンピューターでは稼働しないものもあり、そういったコンピューターのユーザーはCPUで稼働する解析にのみ参加する。
- Gravitational Wave search O3 All-Sky #1 (O3AS) - アドバンストLIGOの3回目の科学的運用データ(O3)で得られたデータから、全天あらゆる方向を想定し重力波を探す解析アプリケーション
- Gravitational Wave search O2 Multi-Directional (O2MD1) - アドバンストLIGOの2回目の科学的運用データ(O2)で得られたデータから、複数の絞り込まれたターゲット天体からの重力波を探す解析アプリケーション
- Gamma-ray pulsar search #5 (FGRP5) - フェルミのLATのデータからガンマ線パルサーを探す解析アプリケーション
- Gamma-ray pulsar binary search #1 on GPUs (FGRPB1G) - フェルミのLATのデータからガンマ線連星パルサーを探す解析アプリケーション
- Binary Radio Pulsar Search (Arecibo) (BRP4) - アレシボ天文台の電波望遠鏡データから、電波を発する連星パルサーをCPUで解析するアプリケーション
- Binary Radio Pulsar Search (Arecibo, GPU) (BRP4G) - アレシボ天文台の電波望遠鏡データから、電波を発する連星パルサーをGPUで解析するアプリケーション

## これまで出版された主な論文成果
- Clark, C. J. (2016). “The Braking Index of a Radio-quiet Gamma-ray Pulsar”. The Astrophysical Journal 832 (1):  L15. arXiv:1611.01292. Bibcode: 2016ApJ...832L..15C. doi:10.3847/2041-8205/832/1/L15. ISSN 2041-8213.
- Clark, Colin J. (2016). “The Einstein@Home Gamma-ray Pulsar Survey I: Search Methods, Sensitivity and Discovery of New Young Gamma-ray Pulsars”. The Astrophysical Journal 834 (2):  106. arXiv:1611.01015. Bibcode: 2017ApJ...834..106C. doi:10.3847/1538-4357/834/2/106.
- Lyne, A. G.; Stappers, B. W.; Bogdanov, S.; Freire, P. C. C.; Kaspi, V. M. (2016). “Timing of 29 Pulsars Discovered in the PALFA Survey”. The Astrophysical Journal 834 (2):  137. arXiv:1608.09007. Bibcode: 2017ApJ...834..137L. doi:10.3847/1538-4357/834/2/137.
- Papa, M. A.; Eggenstein, H.-B.; Walsh, S.; Di Palma, I.; Allen, B. (2016). “Hierarchical follow-up of sub-threshold candidates of an all-sky Einstein@Home search for continuous gravitational waves on LIGO sixth science run data”. Physical Review D 94 (12):  122006. arXiv:1608.08928. Bibcode: 2016PhRvD..94l2006P. doi:10.1103/PhysRevD.94.122006.
- Lazarus, P. (2016). “Einstein@Home discovery of a Double-Neutron Star Binary in the PALFA Survey”. The Astrophysical Journal 831 (2):  150. arXiv:1608.08211. Bibcode: 2016ApJ...831..150L. doi:10.3847/0004-637X/831/2/150. ISSN 1538-4357.
- Zhu, Sylvia J. (2016). “Einstein@Home search for continuous gravitational waves from Cassiopeia A”. Physical Review D 94 (8):  082008. arXiv:1608.07589. Bibcode: 2016PhRvD..94h2008Z. doi:10.1103/PhysRevD.94.082008. ISSN 2470-0010.
- Singh, Avneet (2016). “Results of an all-sky high-frequency Einstein@Home search for continuous gravitational waves in LIGO's fifth science run”. Physical Review D 94 (6):  064061. arXiv:1607.00745. Bibcode: 2016PhRvD..94f4061S. doi:10.1103/PhysRevD.94.064061. ISSN 2470-0010.
- The LIGO Scientific Collaboration; The Virgo Collaboration (2016). “Results of the deepest all-sky survey for continuous gravitational waves on LIGO S6 data running on the Einstein@Home volunteer distributed computing project”. Physical Review D 94 (10):  102002. arXiv:1606.09619. Bibcode: 2016PhRvD..94j2002A. doi:10.1103/PhysRevD.94.102002.
- Clark, C. J. (2015). “PSR J1906+0722: An elusive gamma-ray pulsar”. The Astrophysical Journal 809 (1):  L2. arXiv:1508.00779. Bibcode: 2015ApJ...809L...2C. doi:10.1088/2041-8205/809/1/L2. ISSN 2041-8213.
- Knispel, B. (2015). “Einstein@Home Discovery of a PALFA Millisecond Pulsar in an Eccentric Binary Orbit”. The Astrophysical Journal 806 (1):  140. arXiv:1504.03684. Bibcode: 2015ApJ...806..140K. doi:10.1088/0004-637X/806/1/140. ISSN 1538-4357.
- Pletsch, H. J. (2013). “Einstein@Home discovery of four young gamma-ray pulsars in Fermi LAT data”. The Astrophysical Journal 779 (1):  L11. arXiv:1311.6427. Bibcode: 2013ApJ...779L..11P. doi:10.1088/2041-8205/779/1/L11. ISSN 2041-8205.
- Knispel, B. (2013). “Einstein@Home Discovery of 24 Pulsars in the Parkes Multi-beam Pulsar Survey”. The Astrophysical Journal 774 (2):  93. arXiv:1302.0467. Bibcode: 2013ApJ...774...93K. doi:10.1088/0004-637X/774/2/93. ISSN 0004-637X.
- Allen, B. (2013). “The Einstein@Home search for radio pulsars and PSR J2007+2722 discovery”. The Astrophysical Journal 773 (2):  91. arXiv:1303.0028. Bibcode: 2013ApJ...773...91A. doi:10.1088/0004-637X/773/2/91. ISSN 0004-637X.
- Knispel, B. (2011). “Arecibo PALFA Survey and Einstein@Home: Binary Pulsar Discovery by Volunteer Computing”. The Astrophysical Journal 732 (1):  L1. arXiv:1102.5340. Bibcode: 2011ApJ...732L...1K. doi:10.1088/2041-8205/732/1/L1. ISSN 2041-8205.
- Knispel, B. (2010). “Pulsar Discovery by Global Volunteer Computing”. Science 329 (5997):  1305. arXiv:1008.2172. Bibcode: 2010Sci...329.1305K. doi:10.1126/science.1195253. ISSN 0036-8075. PMID 20705813.
- Pletsch, Holger J.; Allen, Bruce (2009). “Exploiting Large-Scale Correlations to Detect Continuous Gravitational Waves”. Physical Review Letters 103 (18):  181102. arXiv:0906.0023. Bibcode: 2009PhRvL.103r1102P. doi:10.1103/PhysRevLett.103.181102. ISSN 0031-9007. PMID 19905796.
- Abbott, B. P. (2009). “Einstein@Home search for periodic gravitational waves in early S5 LIGO data”. Physical Review D 80 (4):  042003. arXiv:0905.1705. Bibcode: 2009PhRvD..80d2003A. doi:10.1103/PhysRevD.80.042003. ISSN 1550-7998.
- Abbott, B. (2009). “Einstein@Home search for periodic gravitational waves in LIGO S4 data”. Physical Review D 79 (2):  022001. arXiv:0804.1747. Bibcode: 2009PhRvD..79b2001A. doi:10.1103/PhysRevD.79.022001. ISSN 1550-7998.
- LIGO Scientific Collaboration. “Final report on the S3 analysis”. 2007年3月28日閲覧。
- LIGO Scientific Collaboration. “First report on the S3 analysis”. 2005年9月11日閲覧。